# Giuseppe Oriana
Giuseppe Oriana (La Spezia, 8 giugno 1915 – Genova, 8 settembre 2007) è stato un militare e politico italiano che ha combattuto nella seconda guerra mondiale, ha allestito e comandato la prima nave informatizzata di costruzione italiana, ha fondato il Morosini di Venezia moderno e ha operato come Senatore in due legislature della Repubblica italiana. Sposato il 30.12.1945 con Wilma Risso, ha avuto un figlio, Federico, e due nipoti Fiorenza e Francesca.

## Biografia
Giuseppe Oriana nacque a La Spezia da una famiglia di imprenditori. A poco più di dieci anni perse la madre, un trauma che lo portò ad abbandonare la scuola per un paio di anni. All'età di tredici anni, dopo aver elaborato il dolore, decise di recuperare in un solo anno tre anni di Ginnasio e si buttò a capofitto sull'obiettivo, come poi avrebbe fatto per tutta la sua vita. Superato brillantemente l'esame di V Ginnasio, si iscrisse al Regio Convitto Colombo di Genova, dove conseguì la Maturità Classica.nel 1934 come Capo-Convitto, primo studente per votazioni dell'intero Liceo Colombo.

### La seconda guerra mondiale
Nel 1934 entrò all'Accademia navale di Livorno dalla quale uscì nel 1937 con la nomina a Guardiamarina. Dopo un breve imbarco sull'incrociatore pesante Gorizia, passò sulla Nave idrografica Magnaghi impegnata nel biennio 1938-1939 nel Mar Rosso. Promosso Sottotenente di vascello nel 1939, fu assegnato al Cacciatorpediniere Francesco Crispi in Mediterraneo: si trovava a bordo di tale unità quando il 10 giugno 1940 l'Italia entrò nella seconda guerra mondiale.

Il TV Oriana decorato dall'Ammiraglio De Courten

Di stanza in Egeo, prese parte a intensa attività bellica. Tra le azioni che lo videro protagonista vi fu la rioccupazione di Castelrosso, avvenuta il 28 febbraio 1941, nel corso della quale il CT Francesco Crispi sostenne nella notte un vittorioso scontro a fuoco ravvicinato con un'unità (un supercaccia della classe Jarvis) della Royal Navy. Per tale azione, in cui egli diresse il tiro esposto al fuoco nemico, gli fu conferita la Medaglia di Bronzo al valor militare sul campo. Il 26 marzo successivo il Crispi, insieme al cacciatorpediniere Quintino Sella, trasportò alla Baia di Suda (Creta) i barchini esplosivi che, al comando del Tenente di vascello Luigi Faggioni, condussero un'improvvisa incursione nella base navale inglese: l'incrociatore pesante HMS York fu affondato e la petroliera Pericles danneggiata. Oriana, nell'occasione Ufficiale di Rotta della Squadriglia, ebbe il delicato incarico di tenere una rotta più precisa possibile, cosa che gli riuscì nonostante una lunga navigazione interamente notturna. La squadriglia giunse, perciò, esattamente sul punto programmato di rilascio dei mezzi d'assalto, fatto al quale gli storici attribuiscono parte del merito del successo dell'impresa: Per questo episodio di straordinaria perizia marinaresca, al rientro in patria egli fu decorato con la Croce di Guerra al Valor Militare sul campo, cui se ne aggiunse presto una seconda in seguito ad un altro episodio bellico notturno in Mediterraneo.
Dopo la promozione a Tenente di Vascello nell'ottobre 1941 fu assegnato all'Incrociatore Giuseppe Garibaldi, sul quale rimase imbarcato dal 1942 al 1946 prima come secondo e poi come primo Direttore del tiro. Anche su questa unità navale ebbe di distinguersi, meritando la terza Vroce di guerra al valore militare per aver opposto un tiro ben diretto contro accaniti e ripetuti attacchi aerei durante una missione di guerra. La terza Croce di guerra al Valor Militare sul campo gli venne appuntata personalmente dal ministro della Marina ammiraglio De Courten. Sull'unità attraversò le vicende armistiziali con il trasferimento a Malta delle Forze navali da battaglia e il successivo rientro a Taranto. Con la fulminea manovra che permise al Garibaldi di evitare il primo missile sparato da un aereo (tedesco) contro una nave nella storia della guerra aeronavale, il TV Oriana era risultato per ben tre volte determinante per il salvataggio di quella epica nave da sicuro affondamento:

### La carriera nel dopoguerra
Nel dopoguerra frequentò tra il 1948 e il 1949 la Scuola di Comando Navale e ottenne la promozione a Capitano di Corvetta nel 1950. Assunse quindi l'incarico di primo Direttore di tiro sull'Incrociatore Raimondo Montecuccoli e, dopo essere stato dal 1953 al 1955 Comandante della difesa marittima di Cagliari, ebbe l'avanzamento di grado a Capitano di Fregata. Nel biennio 1956-1957 prestò nuovamente servizio sul Raimondo Montecuccoli  in qualità di Comandante in seconda, prendendo parte alla crociera di istruzione degli Allievi dell'Accademia navale diretta in Australia per le Olimpiadi del 1956. Nel corso di tale viaggio l'unità, al comando del Capitano di vascello Gino Birindelli, effettuò la circumnavigazione del globo, toccando 34 porti in cinque continenti e percorse complessivamente 33.170 miglia. Un simile periplo inizialmente non era previsto, ma fu reso necessario perché il Montecuccoli, dopo la partenza dall'Australia dove aveva rivestito il ruolo di ambasciatore dell'Italia alle Olimpiadi di Melbourne, dovette rientrare per il Pacifico e l'America a causa della guerra arabo-israeliana con conseguente chiusura del Canale di Suez..
Dopo aver diretto il Servizio Artiglieria della Squadra Navale tra il 1957 e il 1958 e aver comandato tra il 1958 e il 1959 il Cacciatorpediniere Aviere, nel 1960 fu promosso al grado di Capitano di Vascello e nominato Capo-reparto presso lo Stato Maggiore Marina a Roma.. Nel 1961 assunse l'incarico dell'allestimento a Genova del Cacciatorpediniere lanciamissili Impavido, prima unità di tal genere (con impiego cioè dell'elettronica sia nel tiro che nel controllo aeronavale) di costruzione italiana. Nel novembre 1963, completata l'unità, ne divenne il primo Comandante, posizione che ricoprì fino al settembre 1964. Sotto il suo comando Giuseppe Oriana condusse l'Impavido in una celeberrima crociera transatlantica negli Stati Uniti nel corso della quale l'Unità partecipò con successo ad esercitazioni competitive con navi lanciamissili della United States Navy.. Dopo il comando dell'Impavido, dal 1964 al 1967 guidò il Collegio Navale Morosini di Venezia, di cui scrisse il nuovo ordinamento, e, dopo aver conseguito la promozione a Contrammiraglio nel 1966, fu nominato Comandante dell'Accademia Navale di Livorno (1967 - 1969).
Dopo aver frequentato il Centro Alti Studi Militari a Roma, nel 1970 fu promosso Ammiraglio di Divisione e assunse il comando delle Forze di Dragaggio e a seguire quello della 4ª Divisione Navale, nel corso del quale fu anche nel 1971 Comandante in Capo ad interim della Squadra Navale. Terminati i comandi navali fu posto al vertice dell'Ispettorato unità in allestimento. Dal 1972 al 1974 assunse la carica di Capo dell'Ufficio Affari Generali dello Stato Maggiore Marina al Ministero, impegnato con gli ammiragli Gino De Giorgi e Aldo Baldini (rispettivamente Capo e Sottocapo di Stato Maggiore della Marina) in particolare per il varo della Legge Navale che fu poi approvata dal Parlamento nel 1975. Nel frattempo nel 1973 era stato promosso Ammiraglio di Squadra e nel febbraio 1974 fu nominato Comandante in Capo del Dipartimento Militare Marittimo dell'Alto Tirreno a La Spezia, primo spezzino nel dopoguerra ad assumere tale incarico che mantenne fino all'8 giugno 1978 quando, per limiti d'età, lasciò il servizio attivo.

### La carriera in politica
Tornato alla vita civile, in occasione delle elezioni politiche del 1979 viene candidato come indipendente nelle liste della Democrazia Cristiana, venendo eletto al Senato per la circoscrizione Liguria (Collegio della Spezia). Nel corso della VIII Legislatura fu membro, dall'11 luglio 1979 all'11 luglio 1983, della 4ª Commissione permanente Difesa e dal 21 maggio 1982 al 10 giugno 1983 anche della Commissione parlamentare d'inchiesta e di studio sulle commesse di armi e mezzi a uso militare e sugli approvvigionamenti. Rientrato al Senato nella IX legislatura Il 24 ottobre 1985 per la seconda volta, entrò a far parte della 4ª Commissione permanente Difesa (7 novembre 1985 - 1º luglio 1987). Nel corso della sua attività parlamentare è stato presentatore o estensore di 13 disegni di legge di cui 8 divenuti legge dello Stato. È stato, inoltre, relatore di 10 disegni di legge di cui 8 divenuti legge dello Stato. Tra le leggi approvate: Difesa del mare, Contributi alla cantieristica navale, Reclutamento ed avanzamento dei Sottufficiali, Indennità operativa per i militari, Indennità incentivante per il personale civile della Difesa, Contributi alle Associazioni Combattentistiche e d'Arma e tra Mutilati e Invalidi di Guerra e del Lavoro, Esodo agevolato dei portuali, Modifiche dello stato giuridico delle Forze Armate, Trattamento economico del personale militare, Casa per i militari della Guardia di Finanza. Ma al di là degli specifici provvedimenti la figura dell'Ammiraglio Senatore risulta di particolare rilievo per la cd. "politica delle permute", una strategia di recupero e rilancio urbano e territoriale della città della Spezia che lui avviò da Ammiraglio Comandante in Capo e proseguì da Parlamentare del Collegio. Per questa sua intuizione strategica e per le straordinarie realizzazioni che vi hanno dato seguito operativo (nel Golfo di Spezia due porti turistici e un terminal container tra i primi in Europa sono frutto della "politica delle permute"), la città della Spezia ha dedicato il 4 novembre 2017 un sito stradale primario all'Ammiraglio Senatore: la "Rotonda Ammiraglio Senatore Giuseppe Oriana" sita nell'angolo stradale tra le mura dell'Arsenale e il Circolo Ufficiali MM. Dalla stessa Rotonda si dipartono -per significativa coincidenza- anche la strada Aldo Moro che conduce al porto Mirabello, costruito su territori riconsegnati alla Città con la "politica delle permute", sia Via Cristoforo Colombo, proprio la strada nella quale era nato 102 anni prima Giuseppe Oriana.

### Ritiro e morte
Nel 1987 decise di ritirarsi a vita privata, mantenendo come incarico pubblico solo quello di Presidente Onorario dell'Assomorosini (1982-2007), l'Associazione Nazionale Collegio (ora Scuola Navale Militare) Morosini. La morte lo colse nel sonno a casa sua, all'età di 92 anni, l'8 settembre 2007. Nelle sue ultime volontà chiese solamente di essere seppellito nella sua uniforme di Ufficiale di Marina.

## Onorificenze
Distintivo della Guerra di Liberazione (1943 - 1945)